# Johanne Hildebrandt
Anna Inger Johanne Hildebrandt, född Fredriksson den 15 april 1964 i Lycksele, är en svensk journalist, författare och kolumnist. Hon anses vara en av Sveriges skickligaste krigskorrespondenter. Hon har bland annat följt amerikansk trupp i Irak och svensk trupp i Afghanistan, samt levt tillsammans med civilbefolkningen i krig och skildrat deras liv i artiklar, tv-dokumentärer och i böcker. Som kolumnist i Aftonbladet och Svenska Dagbladet har hon ofta tagit upp förhållandena för svenska soldater i utlandstjänst.

## Biografi
Hildebrandt arbetade som växlare på Statens Järnvägar i Hagalund i Solna som 18-åring och avancerade efter fyra år till tågklarerare. Därefter läste hon på Komvux och började på Informationslinjen på högskolan i Växjö. Efter avslutad utbildning anställdes hon som reporter på en lokaltidning i Karlshamn. Där stannade hon i två år.
Hildebrandt var på semester i Kroatien, när kriget bröt ut och beslöt då att bli krigsreporter. Hon reste runt i Balkan i tio år och bevakade krigen. Hon skrev en bok om detta, Blackout som fick Guldspaden 2001. Efter det bestämde hon sig för att skriva trilogin Sagan om Valhalla som har sålt i över 800 000 exemplar.  
Hon skriver kolumner i Svenska Dagbladet, men säger sig ha slutat med krigsrapportering. Förutom från Balkan har hon bland annat rapporterat från Afghanistan, Pakistan, Jemen, Sudan, Somalia och Tchad. 
År 2007 nominerades hon till Stora journalistpriset för sin rapportering från Irak. Erfarenheterna från Irak blev en ny roman: Älskade krig. 
År 2010 följde hon de svenska soldaterna i FS19 i Afghanistan under sex månader vilket blev boken Krigare som anses vara en av hennes mest banbrytande böcker eftersom boken både skildrade svenskarnas tidigare okända hårda strider med insurgenterna och den militära operationen. 
I forskningsrapporten När kriget kommit. Svenskarna och den nya försvarspolitiken av Karl Ydén och Joakim Berndtsson konstaterar man att boken Krigare: Ett personligt reportage om de svenska soldaterna i Afghanistan för första gången symboliserar krigets ankomst som ett modernt svenskt samhällsfenomen. "Krigare" har även citerats i doktorsavhandlingar.
År 2012 valdes Hildebrandt in i Kungliga Krigsvetenskapsakademin avdelning 1. Hon är den första kvinna som valts in i avdelning 1 sedan akademin grundades 1796.
År 2014 publicerades Sigrid, den första boken i en ny Valhallatrilogi, som bygger på Sigrid Storrådas liv under 900-talet.[källa behövs]  Den amerikanska utgåvan av boken "The Unbroken line of the moon" blev en bestseller i USA.
År 2015 utsågs Johanne Hildebrandt till gästprofessor i Global media studies vid Karlstads universitet. Hennes kunskap inom journalistik och hennes globala perspektiv genom bevakningen av krig och konflikter världen över, ansågs sammanfalla väl med den forskning och undervisning som finns vid universitetet. Gästprofessuren finansierades av Ann-Marie och Gustaf Anders stiftelse för medieforskning.

## Utmärkelser
- 2002: Guldspaden för boken Blackout.
- 2010: The Nordic Blue Berets Medal of Honour
- 2012: Ledamot i Kungliga Krigsvetenskapsakademin
- 2012: Ledamot i Frivärlds Advisory Board
- 2013: Fredsbaskrarnas förtjänstmedalj i silver